# Schiava del male
Schiava del male (Experiment Perilous) è un film del 1944 diretto da Jacques Tourneur. La sceneggiatura di Warren Duff - che firma anche come produttore - si basa sul romanzo Experiment Perilous di Margaret Carpenter pubblicato a Boston nel 1943. Thriller psicologico che sfocia nel melodramma. Ispirandosi a precedenti quali Angoscia e Rebecca, il film, intriso di un'atmosfera cupa, si avvale di una Hedy Lamarr limitata nelle espressioni dal regista Tourneur, di un George Brent convincente e del talentuoso Paul Lucas, qui in una forte caratterizzazione.
Nel 1946 il film fu candidato per un Oscar alla migliore scenografia per un film in bianco e nero.

## Trama
Uno psichiatra, il dottor Huntington "Hunt" Bailey parla dei "giorni più strani della sua vita" che hanno avuto luogo all'inizio della primavera del 1903.
Su un treno diretto verso la costa orientale americana, Hunt incontra Clarissa "Cissie" Bedero, un'amichevole signora solitaria di mezza età. Il treno viene sorpreso da una forte tempesta, durante la quale Hunt calma una spaventata Cissie, che lo invita a pranzo il giorno successivo. Durante il pranzo, la donna dice a Hunt che sta tornando a casa dopo cinque anni passati in un sanatorio dove è stata curata per una malattia cardiaca. Suo fratello, il ricco Nick Bedero e la sua affascinante giovane moglie Allida, la stanno aspettando. Dice a Hunt che sta scrivendo un libro su suo fratello, non destinato però al pubblico. All'arrivo a New York, Cissie, volendo vivere separata da suo fratello, chiede ad Hunt di portare i suoi bagagli all'hotel dove egli alloggia e prenotare una stanza per lei.
Dopo aver fatto il check-in in hotel, Hunt va a una festa con un suo amico, l'artista Claim "Clag" Claghorn. Lì, sente un altro artista, John Maitland, parlare della morte inaspettata di Cissie Bedero per un improvviso attacco di cuore dopo il tè a casa di suo fratello.
Quando Hunt mostra interesse per la famiglia Bedero, Clag gli consiglia di andare al museo per guardare il ritratto di Allida di Maitland, e poi lo invita ad andare ospiti per una serata dalla famiglia Bedero nella loro elegante casa di New York. Tornato all'hotel, Hunt si incarica di mandare i bagagli della defunta Cissie a casa di Bedero. Ma una borsa della donna si scopre recapitata erroneamente a lui.

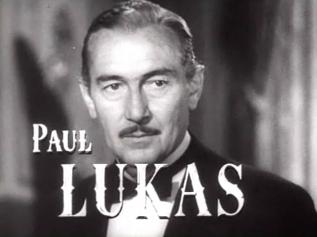
Paul Lukas nel trailer del film

Il giorno dopo, Hunt visita il museo, dove il ritratto di Allida ha una forte impressione su di lui. La sera, Hunt e Clag vanno a casa di Bedero. Durante un incontro con Allida, Hunt è affascinato dalla sua bellezza e dice che, sebbene non sia un artista, dipingerebbe volentieri il suo ritratto in un campo di margherite. Suo marito, Nick Bedero, prende Hunt da parte e gli dice che Allida ha bisogno dell'aiuto di uno psichiatra, e chiede a Hunt di analizzare informalmente i comportamenti e la psicologia della moglie.
Durante un incontro nell'ufficio di Hunt il giorno dopo, Nick rivela infatti al dottore il suo timore circa una presunta pazzia di Allida. Come conferma, dice che la donna si manda mazzi di margherite e ispira al loro giovane figlio terribili incubi. Incuriosito, Hunt promette a Nick di occuparsene. Sulla strada di casa più tardi quel giorno, Hunt nota che qualcuno lo sta seguendo. A casa, trova la borsa di Cissie, che contiene i suoi diari e il libro sul fratello. Leggendo quegli appunti, Hunt apprende dettagli sulla vita dell'uomo, della morte tragica dei genitori e del suo incontro con una giovanissima Allida nella campagna del Vermont. Viene a conoscenza inoltre dal diario che una sera a New York, a una festa per un compleanno di Allida, lo scrittore Alec Gregory, innamorato di lei, le regalò un mazzo di margherite e le declamò una poesia d'amore. Rimasto poi solo con lei, le confessò il suo amore. Nick di nascosto ascoltò quella conversazione.
La fidanzata di Clag nel frattempo telefona ad Hunt per segnalargli la presenza di Allida in grande magazzino. In questa occasione Allida dice a Hunt che teme Nick e sospetta che costui stia influenzando negativamente il loro bambino. In seguito Hunt, alquanto turbato, nasconde la borsa di Cissie nel bagno del suo appartamento e poi si reca da Clag, per confessare al suo amico i suoi dubbi su Nick, che appare come persona malvagia e pericolosa. Clag cerca di placare le sue paure. Al ritorno in hotel, Hunt scopre che la borsa di Cissie è sparita.
Il giorno dopo Hunt si reca a pranzo a casa di Bedero. È sorpreso nell'apprendere che il nome del figlio di Bedero è Alec, come il nome del vecchio spasimante di Allida. Nick critica la moglie per aver ordinato un mazzo di margherite per decorare la tavola, ma lei afferma di aver ordinato delle rose. Quando Nick viene richiamato al piano di sopra per placare il figlio isterico Alec, Hunt lo segue segretamente, notando un mazzo di rose scartato su una scala laterale. Nascosto dietro la porta, Hunt sente Nick spaventare suo figlio con storie di streghe malvagie.
Dopo pranzo, Hunt se ne va immediatamente, apparentemente per visitare un paziente, e quando Nick va al club, chiama Allida per un incontro in un ristorante vicino. Al ristorante, Allida dice a Hunt che Alec Gregory fu investito da una carrozza trainata da cavalli in circostanze sospette, e che dopo questo tragico evento Nick insistette affinché il loro figlio si chiamasse Alec.
Durante la conversazione tra Allida e Hunt si crea un legame sentimentale più stretto. L'uomo ora è seriamente preoccupato per la sicurezza di Allida. Chiama Clag al club per controllare se Nick è lì. Ma Clag si rivela essere molto ubriaco e incapace di aiutarlo. Hunt manda rapidamente Allida a casa in modo che Nick non si accorga della sua assenza, e scrive una lettera a Clag in cui condivide i suoi sospetti che sia stato Nick a uccidere Alec Gregory e Cissie.
Il giorno dopo, Allida arriva nell'ufficio di Hunt e gli dice che Nick si è imbarcato su una nave diretta a Boston. Hunt riceve una nota dallo stesso Nick, che lo informa che sta per suicidarsi gettandosi in mare dalla nave, come fece una volta suo padre.
Hunt accompagna Allida a casa in modo che possa prepararsi a partire per un luogo sicuro. Sentendo il pianto di Alec, Allida sale nella sua stanza, Hunt sta per seguirla ma improvvisamente Nick emerge dall'ombra con una pistola in mano vestito da maggiordomo. Nick confessa a Hunt di aver ucciso Cissie quando lei si rese conto che il fratello stava cercando di portare Allida alla pazzia. Ha anche manomesso la stufa a gas nella stanza di Alec in modo tale da provocare un'esplosione e uccidere Allida e Alec, poiché convinto che il ragazzo sia figlio di Gregory.
Hunt riesce ad afferrare l'arma di Nick, ne segue una zuffa. Nick perde conoscenza e Hunt corre al piano di sopra e conduce Allida e Alec privi di sensi a causa del gas fuori dalla stanza. Dopo aver ripreso conoscenza, Nick si precipita su per le scale e si avventa su Hunt. Durante una nuova lotta frenetica, scoppia un incendio, a seguito del quale diversi grandi acquari scoppiano allagando i corridoi. 
Giungono alla casa i vigili del fuoco. Clag, accorso poco dopo scopre che una persona è morta durante l'esplosione.
Qualche tempo dopo Hunt, circondato da un campo di margherite, racconta ad Alec storie di streghe buone. Sono nella tenuta di campagna dove ora vivono insieme ad Allida. La donna sta parlando con il procuratore distrettuale, che riferisce che un test dentale ha dimostrato che la vittima dell'esplosione non era il maggiordomo, ma suo marito, Nick. Dice anche che l'indagine ha concluso che Nick era pazzo con un debole per gli atti criminali, e chiude il caso.

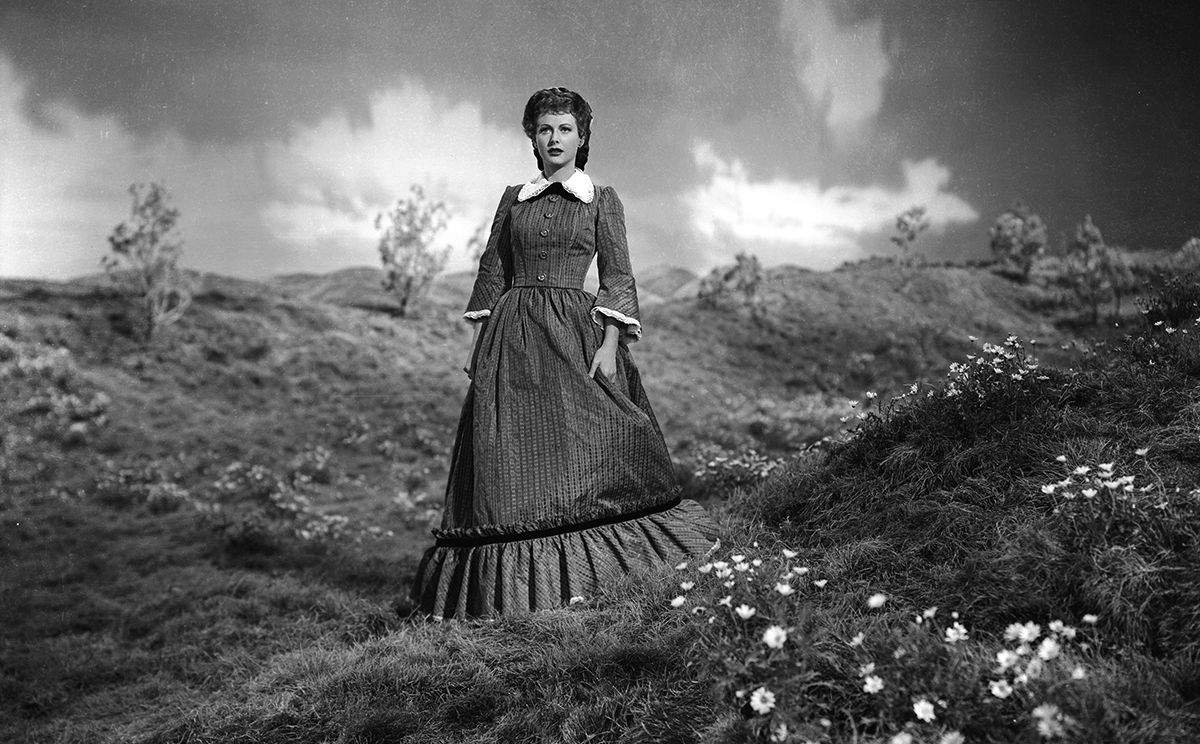
Hedy Lamarr nella scena finale

Allida finalmente serena raggiunge Hunt e suo figlio nei campi di margherite.

## Produzione
Secondo Hollywood Reporter, il film in origine avrebbe dovuto essere prodotto da David Hempstead avendo come protagonista Cary Grant. Alla fine del suo contratto, Hempstead lasciò la RKO e Grant si tirò fuori dal progetto che fu affidato a Robert Fellows. Come protagonista maschile, si pensò allora a Gregory Peck, ma l'attore aveva dei precedenti impegni con David O. Selznick che gli impedirono di accettare. Per il ruolo femminile, prima di affidare la parte a Hedy Lamarr data in prestito dalla MGM, vennero prese in considerazione le candidature di Maureen O'Hara e Laraine Day.
Le riprese del film, prodotto dalla RKO Radio Pictures, durarono dal 12 luglio a fine ottobre 1944.

## Distribuzione
Il copyright del film, richiesto dalla RKO Radio Pictures, Inc., fu registrato il 18 dicembre 1944 con il numero LP13172.
Distribuito dalla RKO, il film uscì nelle sale cinematografiche USA il 18 dicembre 1944.